# Cabria (construcción)
Una cabria es un artefacto utilizado para levantar pesos.

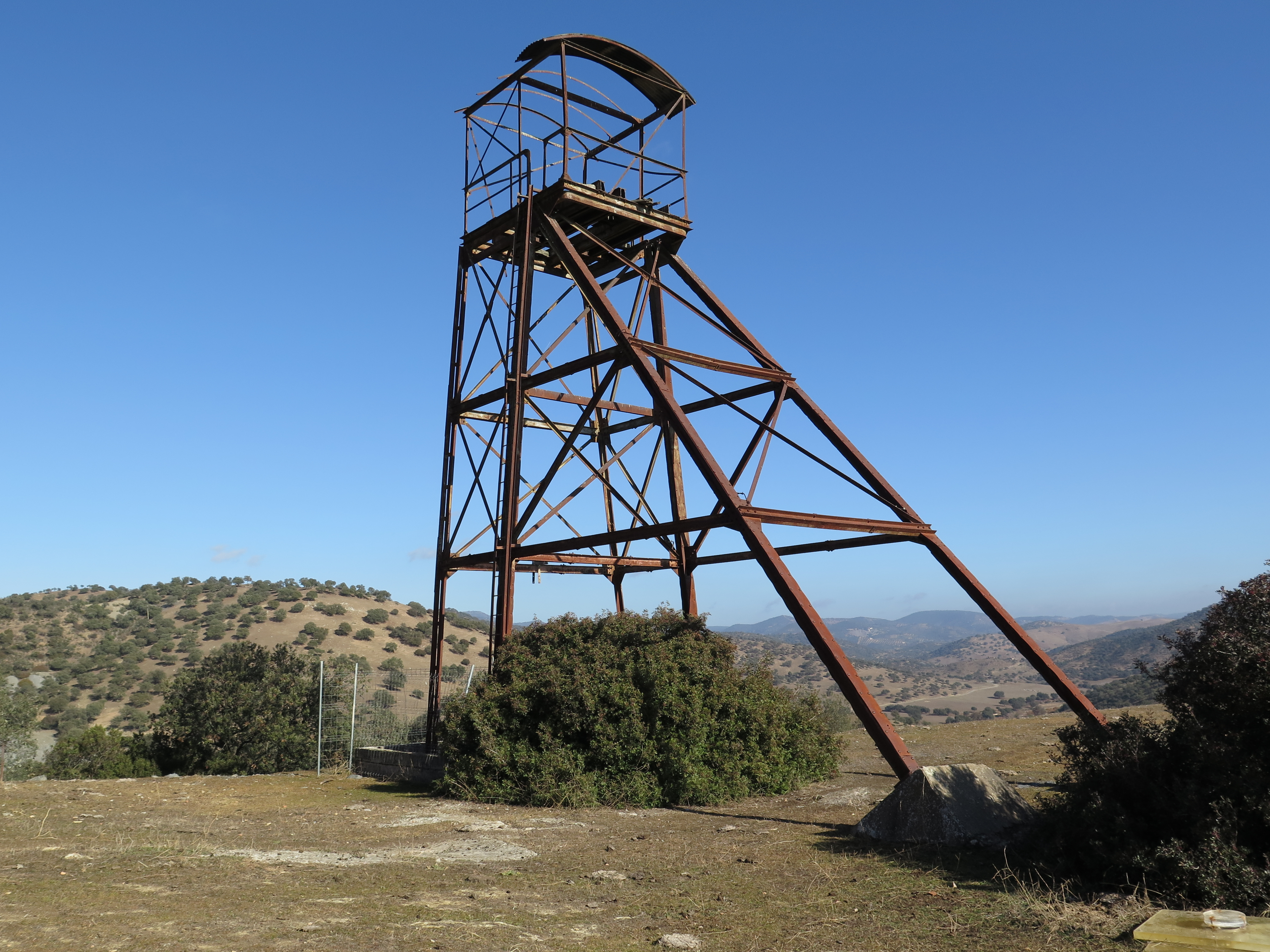
Cabria abandonada en El Centenillo, Jaén.

## Descripción
Se compone de un armazón de tres vigas, dos de ellas ensambladas en ángulo agudo y una tercera formando un trípode con las otras dos para dar estabilidad a la estructura. Tiene una polea suspendida en el centro y un torno donde se enrolla la cuerda con la que se sube el peso a manipular.
En ocasiones se le incorpora una balanza romana que se utiliza para pesar. 
Además de en la construcción se utiliza para otras funciones como el pesado tradicional del corcho.
- Datos: Q5738516